# Porina huainamdungensis
Porina huainamdungensis é uma espécie de líquen da família Porinaceae. Foi descrito cientificamente em 2011.